# Hasan Cihat Örter
Hasan Cihat Örter, né le 24 octobre 1958 à Istanbul en Turquie, est un guitariste, compositeur et arrangeur particulièrement connu dans son pays depuis ses récents arrangements d'airs traditionnels du folklore Turc.

## Albums
(Les albums sont dans l'ordre chronologique)
- 1983 - Anatolian Folk Music Classical Guitar-İstanbul Kent Plak - (Kent Müzik)
- 1994 - Anatolian Folk Music Classical Guitar - E.M.I. (Insprition Katolog - Altım Plak)
- 1995 - Kadının Senfonileri - New-Age- E.M.I. - Kent Plak
- 1996 - Re-formation 1 (Turk Enstrumantal Music, New-Age)- (Sony Music - Colombia (Uluslararası Katalog))
- 1997 - Re-formation 2 (Turk Enstrumantal Music, New-Age)- (Sony Music - Colombia)
- 1998 - Insprition (Turk Enstrumantal Music, New-Age Remix-London)- (Sony Music - Colombia)
- 1998 - İstanbul Şarkıları, Modern Folk Üçlüsü- (Raks)
- 1998 - Mektup Filmi, (Tarik Akan -Ali Ozgenturk) Saund track- (Raks)
- 1999 - Aşk ve Hüzün -Vocal Music Compositions - (Ezgi Medya)
- 2001 - Buddha Bar 3, Katolog - (Ravin Proj.)
- 2003 - Gitarın Sessiz Çığlığı - Rock Guitar Compositions - (Genç Music)
- 2004 - Dünyanın Göz Yaşları-E.M.I. - (Kent Müzik)
- 2004 - Iki Dervisin Ask Yarası-Sözlü Albüm Projesi - (Seyhan Müzik)
- 2004 - İstanbul'da Modern Oyun Havaları-Enstrumantal - (Seyhan Müzik)
- 2005 - Senden Yanayım -Vocal Music Compositions - (Artvizyon Müzik)
- 2005 - The Symphony of Kabe and Hicret - (Genç Müzik)
- 2006 - Fretless Songs - Fretless Guitar & E-bow - (DMC)
- 2007 - Mustafa Kemal ve Vatan Senfonisi - (Atlantis Müzik)
- 2007 - World Classical Guitar Pieces - (Genç Müzik)
- 2008 - "Haz" Klasik Gitar Saz Eserleri-besteleri - (Genç Müzik)
- 2008 - "Giz" Perdesiz Gitar - (Seyhan Müzik)
- 2008 - Sadabad -Osmanlı Sarayı-Tanbur ile Bestler - (Anadolu Müzik)
- 2009 - Seven Days in Istanbul -Accustic guitar - (Mem Productions "Mr. Murat Malay)
- 2010 - Fretless Love -Fretless Songs - (Mimoza Medya "Mr.Bedri Büklülmez)
- 2010 - Perdesiz Gitar Metodu, DVD - (Mimoza Medya "Mr.Bedri Büklülmez)
- 2011 - İstanbul'da  7 Gün - (Mem Yay. "Mr.Murat Malay)
- 2012 - Renkler / Colors - (Mem Yay. "Mr.Murat Malay)
- 2012 - Yakarış - (Mem Yay. "Mr.Murat Malay)

## Livres
- (2001) - Anadolu Ezgileri Klasik Gitar - (Pan Yayıncılık)
- (2001) - Buzuki Erol, Rebetiko -Notasyon,Düzenlemeler - (Pan Yayıncılık)
- (2002) - Herkes Gitar Çalabilir VCD - Ders Kitapçığı - (Belgesel Ajans)
- (2002) - İki Satirlik Şiirler - (Birun Kültür Sanat Yayıncılık)
- (2003) - Sanatçı- Hayatı, Eserleri, Notaları, VCD ilaveli - (PaBemol Müzik -Haydar İldan)
- (2003) - Saz Eserleri - (Bemol Müzik Yayınları)
- (2004) - Anadolu'dan Klasik Gitar Çeşitlemeleri  - (Bemol Müzik Yayınları)
- (2001) - Anadolu Ezgileri Düzenlemeler - (Bemol Müzik)
- (2005) - Müzik İle Terapi, Müzik Kompozisyonlar CD ilaveli - (Genç Mephisto Kitabevi)